# Skinner (auktionsfirma)
Skinner är en auktionsfirma grundad i USA för mer än 40 år sedan och med cirka 60 auktioner per år. Auktionerna avser ett brett område som exempelvis smycken, design, teknik och vin. Kontor finns i Boston och Florida men verkar även internationellt via online-budgivning på internet.